# 砂撒き装置
砂撒き装置（すなまきそうち）とは、粘着式鉄道の鉄道車両において、上り勾配や落ち葉等により駆動輪が空転して牽引力を失うのを防ぐため、砂を車輪とレールの間に介在させることによって両者間の摩擦力を増加させる装置である。この装置の改良形であるセラミック粉を増粘着剤として使用する場合には、セラミック噴射装置と呼ばれる。

## 概要

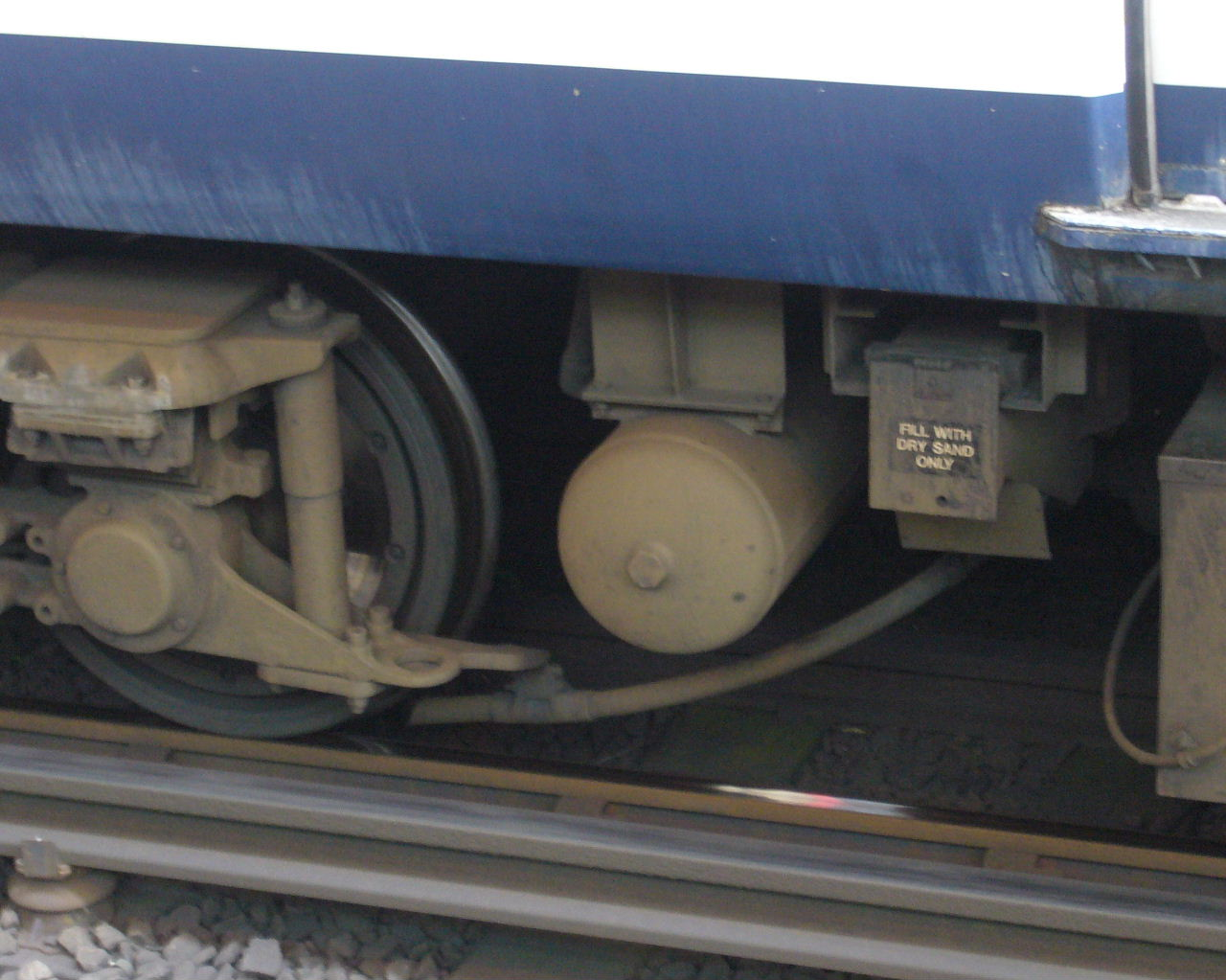
砂箱と砂撒き装置。車体下部の、蓋に英語の注意書きがある砂箱から車輪の手前に向けて長いパイプが延びている。

鉄道の創始以来、現代に至るまで使用されている装置で、蒸気機関車をはじめとして少数の動軸に大出力をあたえる機関車にはたいてい装備されている。動力分散式の電車や気動車は、動軸1軸あたりの出力はさほど大きくないため、装備される例は少ないが、急勾配区間を少数の動力車で通過するなど、運転される線区の条件によってはこれを装備しているものがある。
装置自体は、極めて単純で、蒸気機関車のボイラーやランボード上の高所もしくは台車や車体に設けた砂箱に乾燥させた砂を入れ、パイプによって動輪付近のレール上に重力によって落下させる仕組みである。砂撒き装置の操作は、運転台に設けられた砂撒きコックを操作するか（蒸気機関車）、砂撒きペダルを踏む（機関車、電車）ことによって行うものが多い。インドなどでは、機関車の最前部に砂の入った箱を持った係員（サンドマン）が乗り、必要に応じて手で砂を撒くという方法も見られる。また、日本の鉄道においても、急勾配区間を運行する砂撒き装置を装備しない電車列車の場合、運転室内に砂が備え付けてあり、降雨等で空転が多発する場合は一旦停車して乗務員が線路上に砂をまく場合がある。

## 歴史
最初に搭載されたのは、1830年代である。その時期のアメリカ合衆国ニュージャージー州やペンシルバニア州ではバッタが大量発生しており、営業していたカムデン・アンド・アンボイ鉄道では、清掃員やブラシなどで除去しても効果が薄かったため乾いた砂をまくようになった。

## セラミック噴射装置

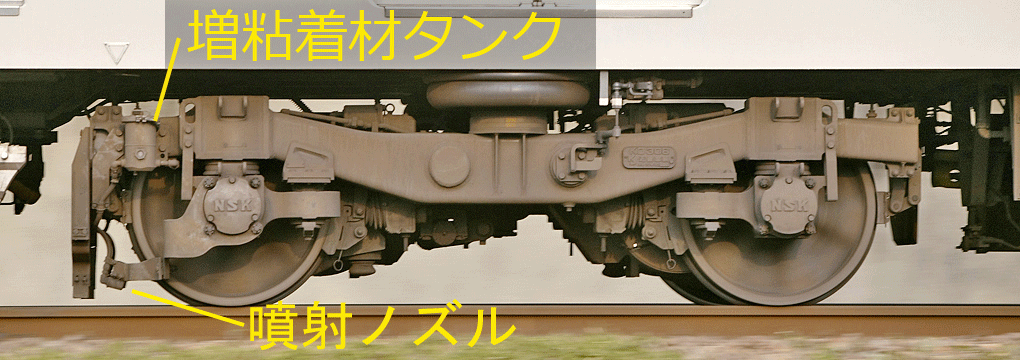
近鉄1252系電車の台車に装備された増粘着材噴射装置（アルミナ）

セラミック噴射装置（株式会社テスの商標：セラジェット）とは、砂撒き装置の改良型である。鉄道事業者によっては「増粘着材噴射装置」や「ミュージェット」、あるいは「アルミナ」とも称す。
改良点としては、
1. 粘着材に天然砂よりも増粘着効果が大きいセラミック（酸化アルミニウム）粒子を採用し粘着効果を大幅に向上。
2. 噴射に空気圧を利用し100m/sの高速でかつレール面上の幅25 - 30mmにのみ正確に噴射することによって高速走行中の走行風の影響を排除。

以上の改良によって、従来の機関車の砂まきと比べて1/30の使用量、1/20の材料費で同等以上の増粘着効果を発揮し、信頼性は従来の砂撒き以上、増粘着材の補給サイクルは3か月程度とロングライフ化を実現している。また、従来の砂撒きの場合レールや車輪を傷つけてしまい、車輪転削やレールを研磨する頻度が上がってしまうが、セラミックであれば軽減されるといわれている。
緊急制動時の滑走対策用に新幹線車両としては500系ではじめて採用され非常ブレーキ距離を1000m前後短縮。その効果が認められ700系にも搭載されたほか、在来線や私鉄の車両にも順次装備が行われている。
新幹線車両では、以下の車両に装着されている。
- 500系 - 1・8・9・16号車
- 700系 - 両先頭車
- 800系 - 両先頭車
- E5系・H5系 - 両先頭車

大手私鉄でも東武50000系や京阪3000系の両先頭車にセラジェットが設置されている。

## 受験生の合格祈願として
入学試験に滑らないようにと、受験シーズン前に鉄道各社が受験生に「滑り止めの砂」として袋詰め等にして配布または販売することがある。しかし、2017年（平成29年）に砂の中から発がん性物質（グループ1）である結晶性シリカが検出されたことを受け、受験生に対する配慮から配布や販売を取りやめる例が増えている。なお、労働安全衛生総合研究所によると、結晶性シリカは自然界に存在するものであり、「お守り」程度の微量であれば健康への影響はないとしている。
- JR西日本 - 「すべり止めの砂」[8]、「すべらない砂（さ）」[9]、「すべらサンド」[9]、「滑らサンド」[10]
- 京阪電鉄 - 「勝利を砂ポート」[11]
- 天竜浜名湖鉄道 - 「合格祈願キーホルダー」[12]
- 能勢電鉄 - 「すべり止めの砂守り」[13]
- 鹿児島市交通局 - 「すべらない砂」[14]